# Isabella van Gloucester
Isabella van Gloucester (ca. 1160/1173 — 14 oktober 1217) was gravin van Gloucester en was de eerste echtgenote van Jan zonder Land.

## Biografie
Isabella van Gloucester werd geboren als de dochter van William FitzRobert van Gloucester en Hawise de Beaumont. Via haar vader stamde ze af van de Engelse koning Hendrik I van Engeland. In 1176 werd ze uitgehuwelijkt aan Jan zonder Land door koning Hendrik II van Engeland. Tevens zorgde de koning ervoor dat zij erkend werd als de erfgename van haar vader. Toen William FitzRobert in 1183 stierf werd zij de gravin van Gloucester suo jure. Op 29 augustus 1189 huwde ze uiteindelijk met Jan zonder Land te Marlborough Castle. Het huwelijk werd echter in 1199 geannuleerd wegens bloedverwantschap en Jan hertrouwde met Isabella van Angoulême.
Jan zonder Land gaf het graafschap van Gloucester vervolgens aan Amalrik IV van Évreux, die zijn landen was verloren bij het Verdrag van Le Goulet. Toen hij overleed in 1213 werd Isabella opnieuw gravin. In 1214 huwde ze met Geoffrey FitzGeoffrey de Mandeville. Hij overleed twee jaar later waarop ze hertrouwde met Hubert de Burgh. Kort na dit huwelijk overleed zij.

## In fictie
In de film Robin Hood uit 2010 werd haar rol geportretteerd door Jessica Raine. Ze verscheen ook in een aflevering van de serie The Adventures of Robin Hood waar ze werd gespeeld door Helen Cherry.